# Rocha (fiume)
Il Rocha (in spagnolo Río Rocha) è un fiume della Bolivia che scorre nel Dipartimento di Cochabamba. Nasce dalla confluenza dei fiumi Tintaya e Tapacari e da questo punto il fiume scorre in direzione sud-est, fino ad unirsi al fiume Arque per formare il Caine. Ha una lunghezza totale di 115 chilometri.